# Palangka Raya
Palangka Raya – miasto w Indonezji na wyspie Borneo nad rzeką Kahayan; ośrodek administracyjny prowincji Borneo Środkowe; powierzchnia 2678.51 km²; 281 tys. mieszkańców (2016).
Ośrodek rzemiosła artystycznego (wyroby z rattanu i bambusa). W mieście znajduje się Uniwersytet Palangka Raya i port lotniczy Palangkaraya-Tjilik Riwut.
Palangka Raya jest największym miastem w Indonezji pod względem powierzchni. Większość obszaru jest zalesiona lasami chronionymi, obszarami ochrony przyrody i lasem Tangkiling.
W 1957 prezydent Sukarno zainaugurował pomnik w ówczesnym miasteczku Pahandut. Wyraził wtedy chęć uczynienia miasta przyszłą stolicą nowej republiki. Plan taki nigdy nie został przeprowadzony, chociaż był omawiany wiele innych razy – ostatnio w 2019 roku, kiedy prezydent Joko Widodo ogłosił plany przeniesienia stolicy Indonezji. Miasto było popularnym kandydatem na nową stolicę Indonezji, aż do momentu ogłoszenia przez prezydenta, że nowa stolica będzie w Borneo Wschodnim.